# Луцій Ліциній Красс Сципіон
Луцій Ліциній Красс Сципіон (лат. Lucius Licinius Crassus Scipio; бл. 93 до н. е. — бл. 75 до н. е.) — аристократ і красномовець часів Римської республіки.

## Життєпис
Походив з патриціанського роду Корнелії Сципіонів. Другий син Публія Корнелія Сципіона Назіки, претора 93 року до н. е., та Ліцинії Пріми. Народився приблизно 93 року до н. е. При народженні отримав ім'я Луцій Корнелій Сципіон Назіка.
Замолоду виявив хист до красномовства, про що згадує Марк Туллій Цицерон. 90 року до н. е. було всиновлено за заповітом своїм дідом Луцієм Ліцинієм Крассом, консулом 95 року до н. е. Змінив прізвище на Луцій Ліциній Красс Сципіон.
Про політичну діяльність нічого невідомо. Помер близько 75 року до н. е.